# Gerhard Berger
Gerhard Berger (* 27. August 1959 in Wörgl, Tirol) ist ein österreichischer Unternehmer und ehemaliger Automobilrennfahrer.
Von 1984 bis 1997 startete er in der Formel 1 zu 210 Rennen. Er gewann zehn Rennen für Benetton, Ferrari und McLaren. Seine beste Gesamtplatzierung war der dritte Rang, den er 1988 und 1994 erreichte. Berger errang mit seinem ersten und letzten Sieg gleichsam den ersten und letzten des Teams Benetton.
Nach seiner Fahrerkarriere fungierte Berger von 1998 bis 2003 als Motorsportdirektor bei BMW sowie von 2006 bis 2008 als Mitbesitzer des Formel-1-Teams Toro Rosso. Darüber hinaus ist er Mehrheitseigentümer eines Logistik-Unternehmens. Von 2017 bis zu ihrer Auflösung 2022 war er Erster Vorsitzender der ITR, der ehemaligen Dachorganisation der DTM.

## Fahrerkarriere

### Anfänge im Motorsport
Gerhard Berger ist der Sohn des Speditionsunternehmers Johann Berger. Die Branche seines Vaters legte bereits im Kindesalter den Grundstein für sein Interesse an Motoren und Autos. Nach seinem Schulabschluss begann Berger mit dem Besuch der Handelsschule. Er brach diese aber frühzeitig ab und begann eine Lehre als Kraftfahrzeugmechaniker im elterlichen Betrieb. Berger hatte bereits zu dieser Zeit den Wunsch, professioneller Rennfahrer zu werden. Die Berufsausbildung wurde trotzdem zuerst abgeschlossen.
Im Jahr 1978 fuhr Berger sein erstes Autorennen auf dem Österreichring mit einem Ford Escort Gruppe 5 und gewann in seiner Klasse. Es folgte die Teilnahme am Internationalen Alfasud-Cup. Über Karl Wendlinger sen., der damals ebenfalls in dieser Rennklasse fuhr, knüpfte er Kontakt zum deutschen Teambesitzer Josef Kaufmann, der ihm ermöglichte, in der deutschen Formel-3-Meisterschaft zu starten.
Ein Jahr später stieg Berger mit Hilfe von Helmut Marko in die Europäische Formel-3-Meisterschaft ein. Dort fuhr er bis 1984 für verschiedene Teams, was auch Einsätze bei Bergrennen einschloss. Der damalige BMW-Motorsport-Chef Dieter Stappert ermöglichte Berger nebenbei den Einstieg in die Tourenwagen-Europameisterschaft. Dort fuhr er bis 1986 u. a.für das Team Schnitzer mit einem BMW 635 CSi und gewann 1985 das 24-Stunden-Rennen von Spa-Francorchamps zusammen mit Roberto Ravaglia und Marc Surer.

### Formel 1

#### ATS, Arrows, Benetton I (1984–1986)
Am 19. August 1984 fuhr Gerhard Berger bei ATS sein erstes Rennen in der Formel 1 in Österreich. Drei Runden vor Schluss fiel er wegen eines Getriebeschadens aus. Aufgrund der zurückgelegten Distanz kam er als Zwölfter und Letzter in die Wertung. Bei seinem zweiten Grand Prix in Italien erreichte Berger mit Rang sechs die Punkteplatzierungen, kam aber nicht in die Wertung, weil sein Auto zum Beginn der Saison nicht in die Meldeliste eingetragen worden war. In den zwei verbleibenden Weltmeisterschaftsläufen fuhr Berger mit dem ATS-Team keine Punkte heraus.
Gleich nach dem Saisonende hatte Berger in Tirol einen Autounfall, bei dem er sich zwei Rückenwirbel brach und Verletzungen am Kopf sowie an der Niere zuzog. Die Operation verlief erfolgreich und Berger erholte sich rechtzeitig zum Beginn der neuen Saison. Für 1985 erhielt er bei Arrows einen Vertrag, nicht zuletzt dank des Einflusses von Motorenlieferant BMW. Bei 16 Starts fuhr Berger drei Punkte heraus.
1986 trat er für das aus der Übernahme von Toleman entstandene Benetton-Team an. Auch hier spielte BMW als Motorenpartner eine Rolle bei der Vertragsunterzeichnung. Berger etablierte sich in dieser Saison in den vorderen Rängen und gewann beim Großen Preis von Mexiko zum ersten Mal in der Formel 1. Enzo Ferrari verpflichtete Berger für die Saison 1987.

#### Ferrari I (1987–1989)

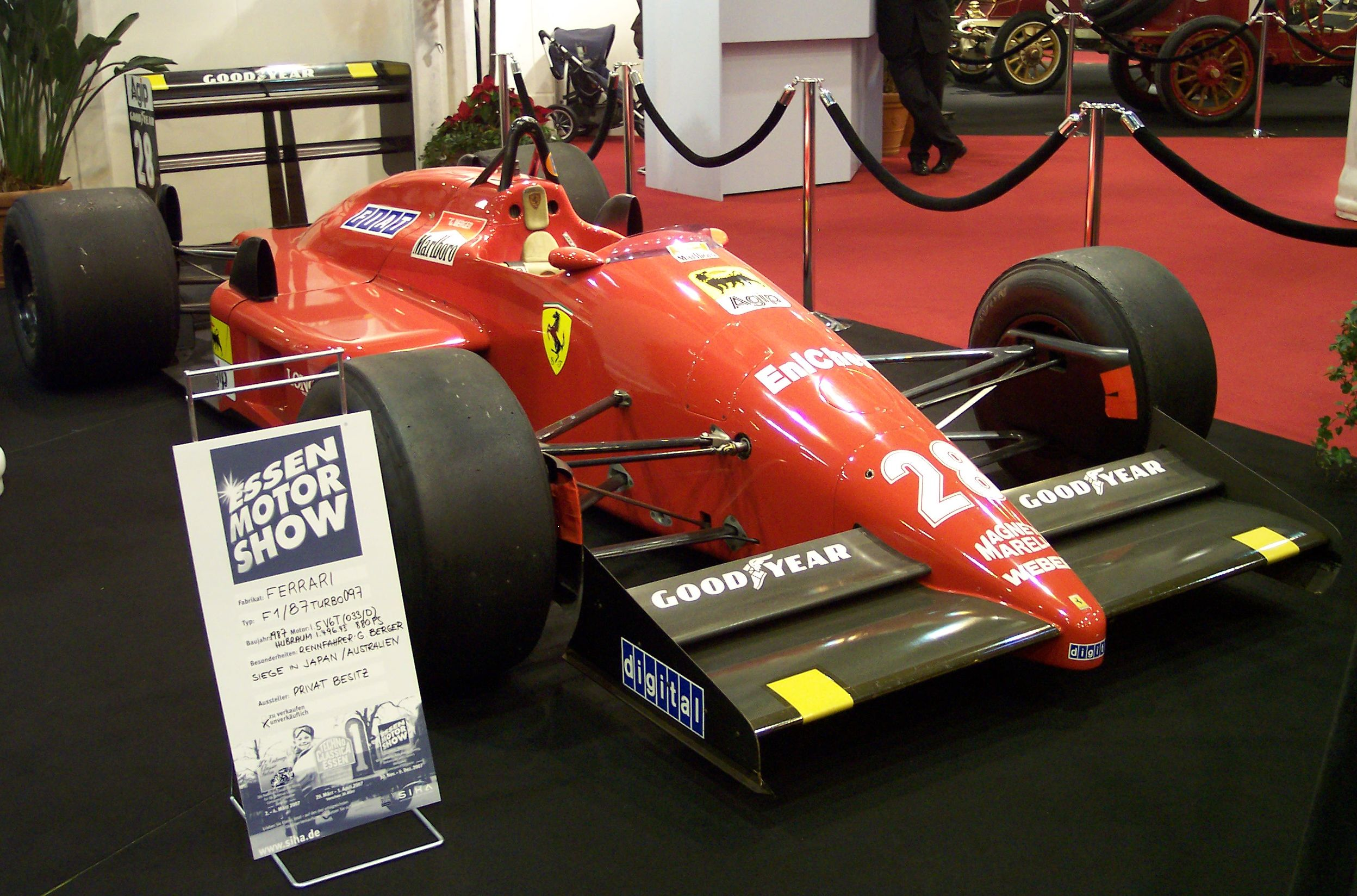
Gerhard Bergers Ferrari (1987)

Berger überzeugte bei der Scuderia Ferrari im Vergleich zu seinem Teamkollegen Michele Alboreto. In einer insgesamt wenig erfolgreichen Saison 1987 folgten zwei Siege zum Jahresabschluss, die aber keine Auswirkung mehr auf die Weltmeisterschaft hatten. Durch den Sieg des Großen Preises von Japan beendete Berger die bis dahin längste sieglose Serie von Ferrari beim Heimrennen des damals stärksten Motorenlieferanten Honda.
1988 war Berger gegen die überlegenen McLaren-Honda, die 15 von 16 Rennen für sich entschieden, chancenlos. Das Rennen in Italien gewann er einen Monat nach Enzo Ferraris Tod vor Teamkollege Alboreto. Dabei profitierte er von einer Kollision des bis dahin führenden Ayrton Senna mit dem überrundeten Jean-Louis Schlesser. Berger war seinem Teamkollegen Alboreto erneut meist überlegen und wurde am Ende des Jahres mit 41 Punkten Dritter in der Weltmeisterschaft.
Auch 1989 gelang es Ferrari nicht, ein dem McLaren ebenbürtiges Auto zu bauen. Berger und Nigel Mansell schieden häufig wegen technischen Defekten aus. Zudem setzte Berger ein schwerer Unfall beim Großen Preis von San Marino in Imola zu, bei dem er wegen eines gebrochenen Frontflügels mit 280 km/h in die Streckenbegrenzung der Tamburello-Kurve gefahren war und sein Ferrari Feuer gefangen hatte. Berger hatte sehr viel Glück und überlebte den Unfall mit Verbrennungen an den Händen. Erst gegen Saisonende erholte er sich von dem Unfall und gewann den Großen Preis von Portugal.

#### McLaren (1990–1992)

Das Helmdesign von Gerhard Berger bei McLaren ab den 1990er-Jahren

Berger entschied sich, für die Saison 1990 zu McLaren zu gehen und tauschte somit den Platz bei Ferrari mit Alain Prost. Mit dem Wechsel wurde er Teamkollege von Ayrton Senna. Im Laufe der Saison 1990 zeigte sich, dass er gegen den dominierenden Senna chancenlos war.
Beim ersten Rennen für McLaren in Phoenix beim Großen Preis der USA fuhr Berger Pole-Position. Das Rennen gewann jedoch Senna, ebenso wie die Weltmeisterschaft 1990. Und auch 1991 hatte Berger gegen Senna einen schweren Stand. Während dieser sieben Rennen gewann und erneut Weltmeister wurde, fuhr Berger nur in Japan als Erster über die Ziellinie, nachdem ihn Senna vorbeigelassen hatte.
1992 trat Berger aus dem Schatten Sennas − zu einem Zeitpunkt, als McLaren seine Vormachtstellung an Williams verloren hatte. Er gewann die Rennen in Kanada und Australien und schloss die Saison als Fünfter der Fahrerwertung mit nur einem Punkt Rückstand auf Senna ab. Berger entschied sich, die lukrative Möglichkeit der Rückkehr zu Ferrari zu nutzen – nicht zuletzt auch, da McLarens Motorenpartner Honda sich Ende 1992 aus der Formel 1 zurückzog.

#### Ferrari II (1993–1995)

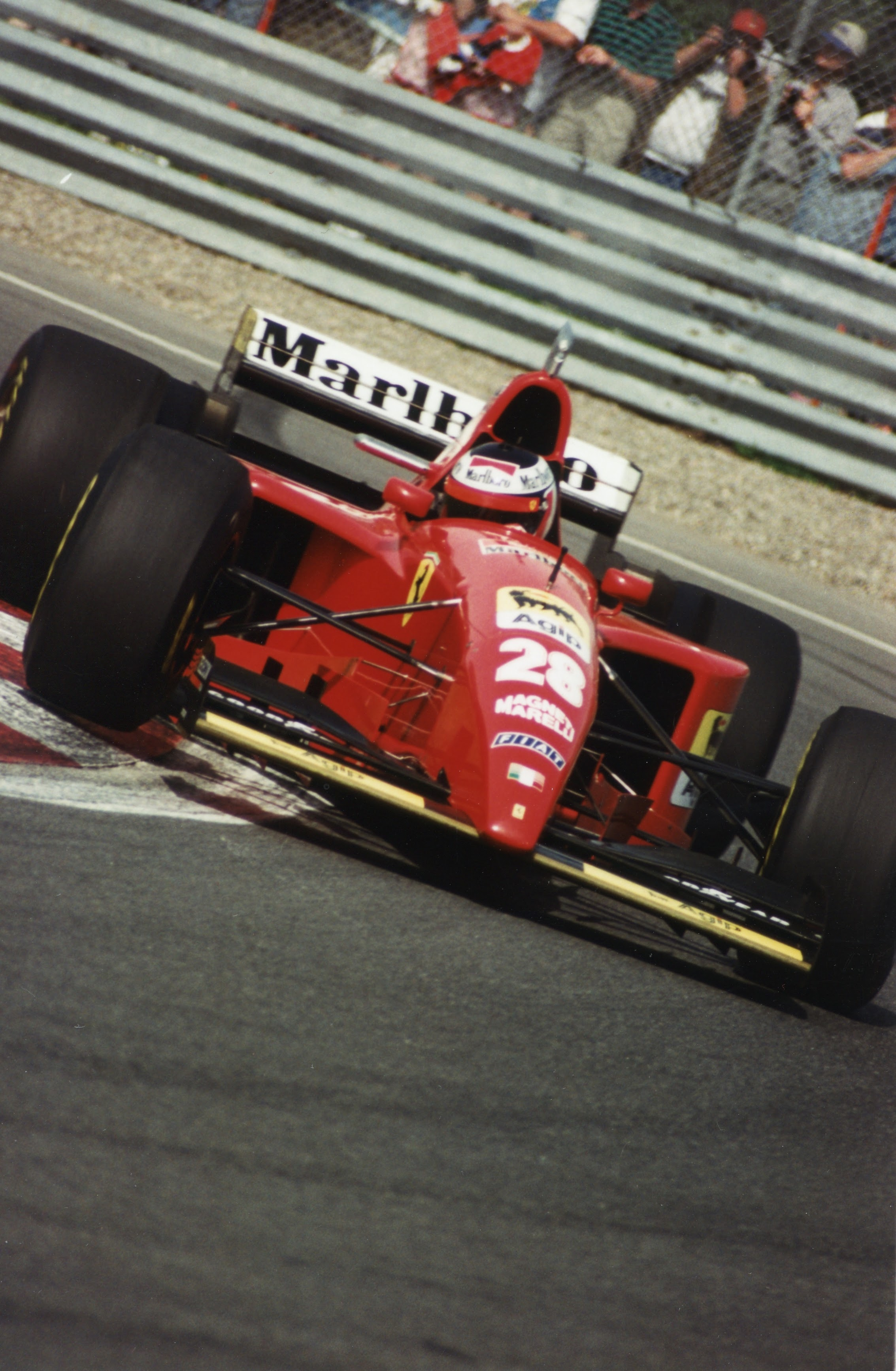
Berger im Ferrari 412T2 von 1995

Ferrari engagierte Berger zur Saison 1993 vor allem für die Entwicklung des Fahrzeugs. 1991 und 1992 hatte das Team – auch wegen vieler Ausfälle – keinen einzigen Sieg errungen. Jean Alesi, der bereits seit 1991 für Ferrari fuhr, war zwar ein äußerst talentierter Rennfahrer, half dem Team bei der technischen Entwicklungsarbeit aber nicht genügend weiter.
Die Saison 1993 verlief zunächst enttäuschend. Besonders das aktive Fahrwerk bereitete Ferrari Probleme, die mitunter zu Unfällen führten. Zudem hielten die Ferrari weder in Sachen Haltbarkeit noch bei der Konkurrenzfähigkeit mit den führenden Teams mit. Berger stand lediglich in Ungarn als Dritter auf dem Podest. Zu Saisonmitte wurde der zuvor bei Peugeot im Motorsport erfolgreiche Jean Todt als neuer Teamchef eingesetzt, um das Ferrari-Team neu zu formieren.
1994 gewann mit Berger erstmals nach fast vierjähriger Sieglosigkeit von Ferrari wieder ein Rennen. In Deutschland setzte er sich mit einem souveränen Start-Ziel-Sieg durch. In den Kampf um die Weltmeisterschaft griff er aber trotz der steigenden Tendenz nicht ein.
1995 wollte er den Aufwärtstrend mit Ferrari weiter fortsetzen, jedoch hatte Ferrari den Renault-motorisierten Williams und Benetton nichts entgegenzusetzen. Jean Alesi feierte in Kanada seinen Premierensieg, der durch zahlreiche Probleme und Ausfälle der Favoriten begünstigt worden war. Berger hingegen verpasste beim Großen Preis von San Marino in aussichtsreicher Position die Chance, zu gewinnen, und musste sich am Saisonende mit sechs dritten Plätzen begnügen. Schon während der Saison hatte Ferrari die Verpflichtung von Weltmeister Michael Schumacher zur Saison 1996 bekannt gegeben. Berger verließ den Rennstall zum Saisonende.

#### Benetton II (1996–1997)
Berger wechselte zur Formel-1-Weltmeisterschaft 1996 zusammen mit Alesi zum Weltmeister-Team Benetton. Bei Benetton versprach sich Berger zum Ausklang seiner Karriere nochmal eine letzte Möglichkeit, den Weltmeisterschaftstitel zu gewinnen. Bereits beim ersten Test geriet er mit dem auf Schumacher abgestimmten Wagen jedoch derart in Schwierigkeiten, dass es ihm unerklärlich schien, wie man damit die Weltmeisterschaft gewinnen konnte. Alesi erging es nicht besser − auch der Franzose kam mit dem nervösen Fahrverhalten des Benetton nicht zurecht. Berger bezeichnete sein Fahrzeug in einem Interview sogar als „unfahrbar“ und erklärte später seinen Respekt vor Schumachers Fahrzeugbeherrschung. Hier zeigte sich, dass Berger erst recht spät zum Motorsport gefunden und nicht wie Schumacher bereits als Kind im Kart gesessen hatte. Dadurch kam er besser mit neutral bis untersteuernd abgestimmten Fahrzeugen zurecht, während Schumacher ein nervöses Heck mit leichtem Übersteuern bevorzugte.
Die Saison 1996 war eine große Enttäuschung für Berger und Benetton. Nach elf Siegen im Vorjahr gewann das Team kein einziges Rennen. Die größte Chance dazu verpasste Berger, als er in Deutschland eine Runde vor Schluss in Führung liegend ausfiel und Damon Hill den Sieg überlassen musste.
1997 wollte Berger mit dem neu nach seinen Bedürfnissen konstruierten Rennwagen, dem B197, wieder um den Fahrertitel mitfahren. Tatsächlich startete er gut in die Saison und kämpfte in Brasilien lange Zeit mit Jacques Villeneuve um den Sieg. Danach ließ die Leistung von Benetton allerdings stetig nach und Berger wurde durch eine schmerzhafte Kieferhöhlenentzündung geschwächt, sodass er schließlich drei Rennen aussetzen musste. Während seiner Abwesenheit sprang Benetton-Tester Alexander Wurz für ihn ein und stand in Großbritannien als Dritter auf dem Podest. Es wurde danach in Formel-1-Fachkreisen spekuliert, wonach Benetton-Teamchef Flavio Briatore auf eine Rückkehr Bergers verzichten würde, um dem vielversprechenden Wurz weitere Fahrpraxis zu ermöglichen. Benetton dementierte die Gerüchte, doch Berger stand vor seiner Rückkehr unter erheblichem Druck.
Vor dem Großen Preis von Deutschland starb zudem sein Vater bei einem Flugzeugabsturz. Berger sicherte sich den ersten Startplatz, fuhr im Rennen die mit Abstand schnellste Runde und gewann überlegen. Sein Sieg wurde von allen Seiten mit Respekt bedacht − Berger selbst bedankte sich öffentlich für die Unterstützung „von oben“.
Kurze Zeit später verkündete er seinen Rücktritt zum Saisonende. Berger beendete 1997 seine Rennfahrerkarriere nach dem Großen Preis von Europa mit einem fünften Platz in der Fahrerwertung.

### Ayrton Senna
Gerhard Berger traf Ayrton Senna 1981 zum ersten Mal. Ab dem Jahr 1985 vertiefte sich die Freundschaft. Berger und Senna trafen sich nicht nur regelmäßig an den Rennwochenenden, sondern auch privat. Berger war einer der wenigen Rennfahrerkollegen von Senna, mit denen der Brasilianer eine echte Freundschaft verband. Der tragische Tod von Ayrton Senna beim Großen Preis von San Marino 1994 ließ Berger lange über seinen Rücktritt nachdenken. Schließlich setzte er seine Karriere als Formel-1-Pilot fort.

## Unternehmerische Laufbahn
Berger ist seit 1996 Alleineigentümer der Berger Beteiligungsgesellschaft m.b.H., die wiederum Alleineigentümerin der 1962 von seinem Vater Johann Berger gegründeten Berger Transport GmbH ist.
Nach seinem Rücktritt als Formel-1-Fahrer 1997 wurde Berger 1998 von BMW als Motorsportdirektor verpflichtet. Zusammen mit Ingenieur Mario Theissen bereitete er die Rückkehr von BMW in die Formel 1 als Motorenlieferant bei Williams vor. Mit Ablauf seines Fünfjahresvertrags verließ Berger BMW im September 2003 und kehrte der Formel 1 vorläufig den Rücken.

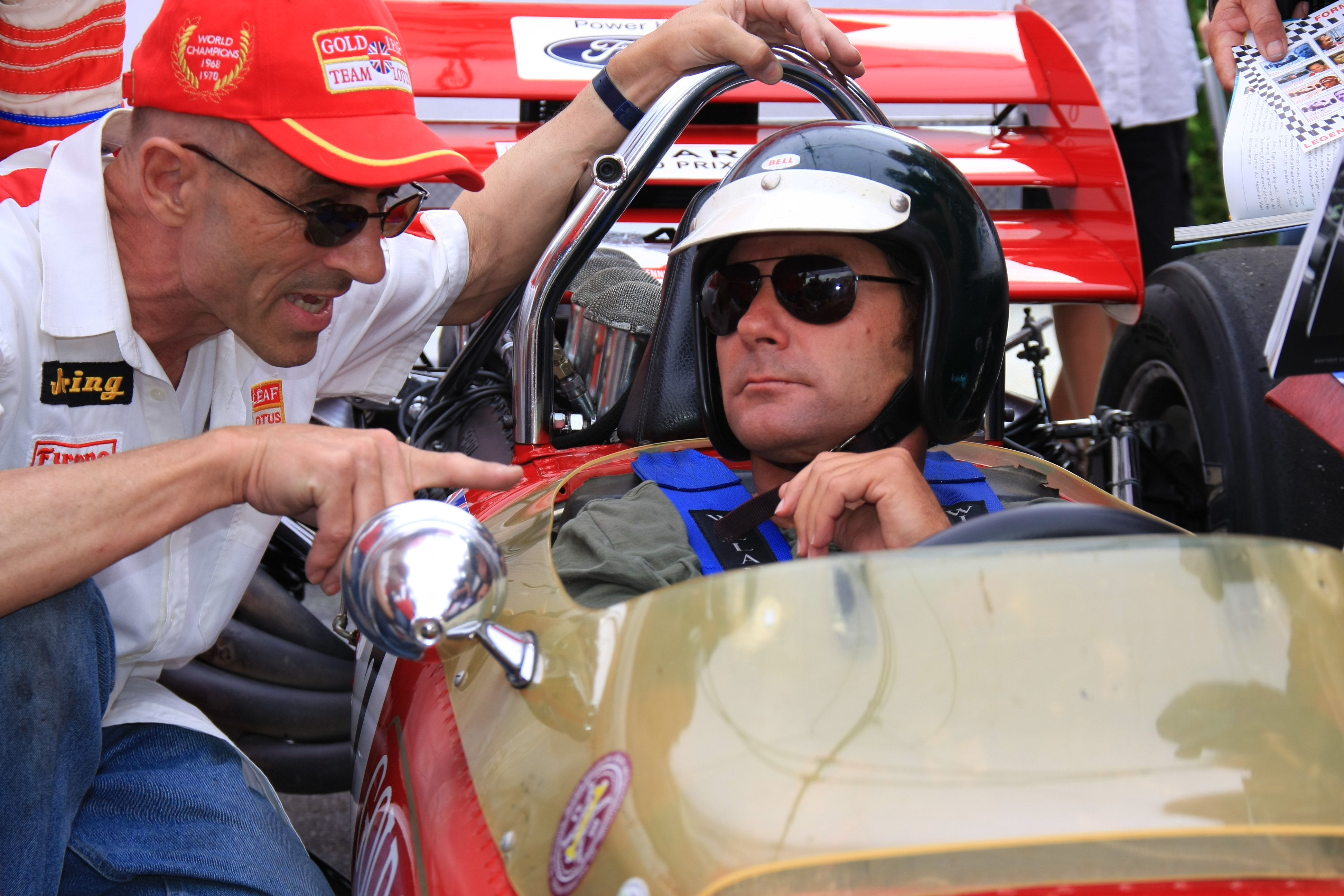
Berger mit Joe Willenpart bei der Ennstal-Classic 2008

Im Jahr 2006 übernahm er 50 Prozent des Formel-1-Teams Scuderia Toro Rosso. Im Gegenzug beteiligte sich Dietrich Mateschitz (Red Bull GmbH) zu 50 Prozent an Bergers Logistikunternehmen Berger Logistik GmbH.
Im November 2008 gab Berger seine Beteiligung am Team Toro Rosso an Mateschitz zurück. Er sah mit dem neuen Reglement (Kundenautos wurden nicht mehr zur Formel-1-Weltmeisterschaft zugelassen) keine Chance auf konkurrenzfähige Autos für die kommende Saison.

## Leben
Berger hat vier Töchter und einen Sohn. Aus einer Beziehung mit Rosi Troppmaier stammt seine älteste Tochter. Von 1995 bis 2013 war Berger mit der Portugiesin Ana Corvo verheiratet. Mit ihr hat er zwei Töchter, darunter die Schauspielerin Heidi Berger. Mit seiner Lebensgefährtin Helene hat Berger eine weitere Tochter, und einen Sohn, der im Kartsport erste Rennerfahrung sammelt. Gerhard Berger ist der Onkel des Rennfahrers Lucas Auer.

## Statistik

### Karrierestationen
| - 1978: Europäischer Alfasud Cup (Platz 28) - 1982: Deutsche Formel 3 (Platz 3) - 1982: Europäische Formel 3 - 1983: Europäische Formel 3 (Platz 7) - 1984: Europäische Formel 3 (Platz 4) - 1984: Formel 1 - 1985: Formel 1 (Platz 20) | - 1985: DTM (Platz 30) - 1985: Sportwagen-WM (Platz 56) - 1986: Formel 1 (Platz 7) - 1987: Formel 1 (Platz 5) - 1988: Formel 1 (Platz 3) - 1989: Formel 1 (Platz 7) - 1990: Formel 1 (Platz 4) | - 1991: Formel 1 (Platz 4) - 1992: Formel 1 (Platz 5) - 1993: Formel 1 (Platz 8) - 1994: Formel 1 (Platz 3) - 1995: Formel 1 (Platz 6) - 1996: Formel 1 (Platz 6) - 1997: Formel 1 (Platz 5) |

### Statistik in der Formel 1

#### Grand-Prix-Siege
| - 1986: Mexiko (Mexiko-Stadt) - 1987: Japan (Suzuka) - 1987: Australien (Adelaide) - 1988: Italien (Monza) | - 1989: Portugal (Estoril) - 1991: Japan (Suzuka) - 1992: Kanada (Montréal) - 1992: Australien (Adelaide) | - 1994: Deutschland (Hockenheim) - 1997: Deutschland (Hockenheim) |

#### Gesamtübersicht
| Saison | Team                        | Chassis                  | Motor                | Rennen | Siege | Zweiter | Dritter | Poles | schn. Rennrunden | Punkte | WM-Pos. |
| ------ | --------------------------- | ------------------------ | -------------------- | ------ | ----- | ------- | ------- | ----- | ---------------- | ------ | ------- |
| 1984   | Team ATS                    | ATS D7                   | BMW 1.5 L4 Turbo     | 4      | –     | –       | –       | –     | –                | –      | —       |
| 1985   | Barclay Arrows BMW          | Arrows A8                | BMW 1.5 L4 Turbo     | 16     | –     | –       | –       | –     | –                | 3      | 20.     |
| 1986   | Benetton Formula            | Benetton B186            | BMW 1.5 L4 Turbo     | 16     | 1     | –       | 1       | –     | 2                | 17     | 7.      |
| 1987   | Scuderia Ferrari SpA SEFAC  | Ferrari F1/87            | Ferrari 1.5 V6 Turbo | 16     | 2     | 1       | –       | 3     | 3                | 36     | 5.      |
| 1988   | Scuderia Ferrari SpA SEFAC  | Ferrari F1-87/88C        | Ferrari 1.5 V6 Turbo | 16     | 1     | 2       | 2       | 1     | 3                | 41     | 3.      |
| 1989   | Scuderia Ferrari SpA SEFAC  | Ferrari 640              | Ferrari 3.5 V12      | 15     | 1     | 2       | –       | –     | 1                | 21     | 7.      |
| 1990   | Honda Marlboro McLaren      | McLaren MP4/5B           | Honda 3.5 V10        | 16     | –     | 2       | 5       | 2     | 3                | 43     | 4.      |
| 1991   | Honda Marlboro McLaren      | McLaren MP4/6            | Honda 3.5 V12        | 16     | 1     | 3       | 2       | 2     | 2                | 43     | 4.      |
| 1992   | Honda Marlboro McLaren      | McLaren MP4/6B / 7A / 7B | Honda 3.5 V12        | 16     | 2     | 2       | 1       | –     | 2                | 49     | 5.      |
| 1993   | Scuderia Ferrari            | Ferrari F93A             | Ferrari 3.5 V12      | 16     | –     | –       | 1       | –     | –                | 12     | 8.      |
| 1994   | Scuderia Ferrari            | Ferrari 412T1 / 412T1B   | Ferrari 3.5 V12      | 16     | 1     | 3       | 2       | 2     | –                | 41     | 3.      |
| 1995   | Scuderia Ferrari            | Ferrari 412T2            | Ferrari 3.0 V12      | 17     | –     | –       | 6       | 1     | 2                | 31     | 6.      |
| 1996   | Mild Seven Benetton Renault | Benetton B196            | Renault 3.0 V10      | 16     | –     | 1       | 1       | –     | 1                | 21     | 6.      |
| 1997   | Mild Seven Benetton Renault | Benetton B197            | Renault 3.0 V10      | 14     | 1     | 1       | –       | 1     | 2                | 27     | 5.      |
| Gesamt | Gesamt                      | Gesamt                   | Gesamt               | 210    | 10    | 17      | 21      | 12    | 21               | 385    |         |

#### Einzelergebnisse
| Saison | 1   | 2   | 3   | 4   | 5   | 6   | 7   | 8   | 9   | 10  | 11  | 12  | 13  | 14  | 15  | 16  | 17 |
| ------ | --- | --- | --- | --- | --- | --- | --- | --- | --- | --- | --- | --- | --- | --- | --- | --- | -- |
| 1984   |     |     |     |     |     |     |     |     |     |     |     |     |     |     |     |     |    |
|        |     |     |     |     |     |     |     |     |     |     | 12  |     | 6   | DNF | 13  |     |    |
| 1985   |     |     |     |     |     |     |     |     |     |     |     |     |     |     |     |     |    |
| DNF    | DNF | DNF | DNF | 13  | 11  | DNF | 8   | 7   | DNF | 9   | DNF | 7   | 10  | 5   | 6   |     |    |
| 1986   |     |     |     |     |     |     |     |     |     |     |     |     |     |     |     |     |    |
| 6      | 6   | 3   | DNF | 10  | DNF | DNF | DNF | DNF | 10  | DNF | 7   | 5   | DNF | 1   | DNF |     |    |
| 1987   |     |     |     |     |     |     |     |     |     |     |     |     |     |     |     |     |    |
| 4      | DNF | DNF | 4   | 4   | DNF | DNF | DNF | DNF | DNF | 4   | 2   | DNF | DNF | 1   | 1   |     |    |
| 1988   |     |     |     |     |     |     |     |     |     |     |     |     |     |     |     |     |    |
| 2      | 5   | 2   | 3   | DNF | DNF | 4   | 9   | 3   | 4   | DNF | 1   | DNF | 6   | 4   | DNF |     |    |
| 1989   |     |     |     |     |     |     |     |     |     |     |     |     |     |     |     |     |    |
| DNF    | DNF | INJ | DNF | DNF | DNF | DNF | DNF | DNF | DNF | DNF | 2   | 1   | 2   | DNF | DNF |     |    |
| 1990   |     |     |     |     |     |     |     |     |     |     |     |     |     |     |     |     |    |
| DNF    | 2   | 2   | 3   | 4   | 3   | 5   | 14* | 3   | DNF | 3   | 3   | 4   | DNF | DNF | 4   |     |    |
| 1991   |     |     |     |     |     |     |     |     |     |     |     |     |     |     |     |     |    |
| DNF    | 3   | 2   | DNF | DNF | DNF | DNF | 2   | 4   | 4   | 2   | 4   | DNF | DNF | 1   | 3   |     |    |
| 1992   |     |     |     |     |     |     |     |     |     |     |     |     |     |     |     |     |    |
| 5      | 4   | DNF | 4   | DNF | DNF | 1   | DNF | 5   | DNF | 3   | DNF | 4   | 2   | 2   | 1   |     |    |
| 1993   |     |     |     |     |     |     |     |     |     |     |     |     |     |     |     |     |    |
| 6*     | DNF | DNF | DNF | 6   | 14* | 4   | 14  | DNF | 6   | 3   | 10* | DNF | DNF | DNF | 5   |     |    |
| 1994   |     |     |     |     |     |     |     |     |     |     |     |     |     |     |     |     |    |
| DNF    | 2   | DNF | 3   | DNF | 4   | 3   | DNF | 1   | 12* | DNF | 2   | DNF | 5   | DNF | 2   |     |    |
| 1995   |     |     |     |     |     |     |     |     |     |     |     |     |     |     |     |     |    |
| 3      | 6   | 3   | 3   | 3   | 11* | 12  | DNF | 3   | 3   | DNF | DNF | 4   | DNF | 4   | DNF | DNF |    |
| 1996   |     |     |     |     |     |     |     |     |     |     |     |     |     |     |     |     |    |
| 4      | DNF | DNF | 9   | 3   | DNF | DNF | DNF | 4   | 2   | 13* | DNF | 6   | DNF | 6   | 4   |     |    |
| 1997   |     |     |     |     |     |     |     |     |     |     |     |     |     |     |     |     |    |
| 4      | 2   | 6   | DNF | 9   | 10  | INJ | INJ | INJ | 1   | 8   | 6   | 7   | 10  | 4   | 8   | 4   |    |

| Legende  | Legende            | Legende                                                          |
| Farbe    | Abkürzung          | Bedeutung                                                        |
| -------- | ------------------ | ---------------------------------------------------------------- |
| Gold     | –                  | Sieg                                                             |
| Silber   | –                  | 2. Platz                                                         |
| Bronze   | –                  | 3. Platz                                                         |
| Grün     | –                  | Platzierung in den Punkten                                       |
| Blau     | –                  | Klassifiziert außerhalb der Punkteränge                          |
| Violett  | DNF                | Rennen nicht beendet (did not finish)                            |
| Violett  | NC                 | nicht klassifiziert (not classified)                             |
| Rot      | DNQ                | nicht qualifiziert (did not qualify)                             |
| Rot      | DNPQ               | in Vorqualifikation gescheitert (did not pre-qualify)            |
| Schwarz  | DSQ                | disqualifiziert (disqualified)                                   |
| Weiß     | DNS                | nicht am Start (did not start)                                   |
| Weiß     | WD                 | zurückgezogen (withdrawn)                                        |
| Hellblau | PO                 | nur am Training teilgenommen (practiced only)                    |
| Hellblau | TD                 | Freitags-Testfahrer (test driver)                                |
| ohne     | DNP                | nicht am Training teilgenommen (did not practice)                |
| ohne     | INJ                | verletzt oder krank (injured)                                    |
| ohne     | EX                 | ausgeschlossen (excluded)                                        |
| ohne     | DNA                | nicht erschienen (did not arrive)                                |
| ohne     | C                  | Rennen abgesagt (cancelled)                                      |
| ohne     | keine WM-Teilnahme |                                                                  |
| sonstige | P/fett             | Pole-Position                                                    |
| sonstige | 1/2/3/4/5/6/7/8    | Punktplatzierung im Sprint-/Qualifikationsrennen                 |
| sonstige | SR/kursiv          | Schnellste Rennrunde                                             |
| sonstige | *                  | nicht im Ziel, aufgrund der zurückgelegten Distanz aber gewertet |
| sonstige | ()                 | Streichresultate                                                 |
| sonstige | unterstrichen      | Führender in der Gesamtwertung                                   |

1. ↑  Berger bekam als zweiter Fahrer von ATS 1984 keine Meisterschaftspunkte, da sich das Team mit nur einem Fahrzeug für die Saison angemeldet hatte.

### Einzelergebnisse in der Sportwagen-Weltmeisterschaft
| Saison | Team            | Rennwagen   | 1   | 2   | 3   | 4   | 5   | 6   | 7   | 8   | 9   | 10  |
| ------ | --------------- | ----------- | --- | --- | --- | --- | --- | --- | --- | --- | --- | --- |
| 1985   | Brun Motorsport | Porsche 956 | MUG | MON | SIL | LEM | HOK | MOS | SPA | BRH | FUJ | SEL |
| 1985   | Brun Motorsport | Porsche 956 |     | 6   |     |     |     |     |     |     |     |     |

## Auszeichnungen (Auszug)
- 2002: Goldenes Ehrenzeichen für Verdienste um die Republik Österreich